# 吉田雄司
吉田 雄司（よしだ ゆうじ）は、日本の経営学者。サステイナビリティ学博士(法政大学)。埼玉学園大学教授。

## 略歴
法政大学経営学部経営学科卒業後、法政大学大学院社会科学研究科にて経営学を専攻。同大学院の修士課程修了後、博士後期満期退学。酒田短期大学、日本大学、東京国際大学などで講師を務め、2005年より埼玉学園大学へ准教授として着任。2013年から同大学経済経営学部教授となる。

## 専門分野
- 会計学
- 経営学